# Hasenkängurus
Die Hasenkängurus (Lagorchestes) sind eine Beuteltiergattung aus der Familie der Kängurus (Macropodidae). Ihren Namen tragen sie, weil sie von der Größe und den Bewegungen zum Teil an Hasen erinnern. Zur Gattung zählen vier Arten, von denen zwei bereits ausgestorben sind.

## Merkmale
Hasenkängurus erreichen eine Kopf-Rumpf-Länge von 31 bis 47 Zentimetern, wozu noch ein 25 bis 49 Zentimeter langer Schwanz kommt. Ihr Gewicht beträgt 0,8 bis 4,5 Kilogramm. Ihr Fell ist lang und dicht, es ist graubraun oder rötlichbraun gefärbt. Wie bei den meisten Kängurus sind die Hinterbeine deutlich länger und kräftiger als die Vorderbeine, der Schwanz ist lang und muskulös. Charakteristisch für diese Tiere sind die unbehaarte Schnauze und der kurze Hals.

## Verbreitung und Lebensweise
Ursprünglich waren Hasenkängurus über weite Teile Australiens verbreitet, heute leben sie noch im Norden des Kontinents sowie auf vorgelagerten Inseln. Sie bewohnen verschiedene Lebensräume wie offene Waldgebiete, aber auch Busch- und Grasländer.
Diese Tiere sind nachtaktiv und ruhen tagsüber in einer Vertiefung im Boden im Schatten eines Baumes oder in dichter Vegetation versteckt. In der Nacht begeben sie sich auf Nahrungssuche, dabei fressen sie vorwiegend Gräser und Kräuter. Sie leben vorwiegend einzelgängerisch.

## Arten
- Das Zentralaustralische Hasenkänguru (Lagorchestes asomatus) ist nur durch Berichte der Aborigines und durch einen 1932 im mittleren Australien gefundenen Schädel bekannt, es gilt als ausgestorben.
- Das Brillen-Hasenkänguru (Lagorchestes conspicillatus) ist durch rötliche Flecken um die Augen gekennzeichnet. Es ist heute die weitestverbreitete Art und kommt im gesamten Norden Australiens vor.
- Das Zottel-Hasenkänguru (Lagorchestes hirsutus) ist auf dem Festland ausgestorben, lebt aber noch auf zwei kleinen Inseln vor der Küste Westaustraliens.
- Das Östliche Hasenkänguru (Lagorchestes leporides) bewohnte früher den Südosten Australiens. Seit ungefähr 1890 wurde diese Art nicht mehr gesehen.

Der wissenschaftliche Gattungsname ist aus den altgriechischen Worten lagos (Hase) und orchestes (Tänzer) zusammengesetzt. Er bezieht sich auf die hasenartige Fluchtbewegung.
Das Gebänderte Hasenkänguru (Lagostrophus fasciatus) ist trotz der äußerlichen Ähnlichkeiten nur entfernt mit den Hasenkängurus verwandt und wird in eine eigene Gattung, Lagostrophus, eingeordnet.

## Belege
1. ↑  Conder & Strahan (Hrsg.): Dictionary of Australian and New Guinean Mammals. CSIRO PUBLISHING, 2007, ISBN 978-0-643-10006-0, S. 63 (Lagorchestes).